# Hem-Hardinval
Hem-Hardinval (picardisch: Hin-Hardinveu) ist eine nordfranzösische Gemeinde mit 365 Einwohnern (Stand 1. Januar 2022) im Département Somme in der Region Hauts-de-France. Die Gemeinde gehört zum Kanton Doullens und ist Teil der Communauté de communes du Territoire Nord Picardie.

## Geographie
Die Gemeinde liegt mit ihrem Ortsteil Hem am Südufer des Authie, den das Gemeindegebiet nach Norden bis auf die Höhe überschreitet, und mit dem Ortsteil Hardinval auf den Höhen südlich des Authie, insgesamt im Westen von Doullens an der Départementsstraße D925 von Abbeville nach Doullens.

## Einwohner
| 1962 | 1968 | 1975 | 1982 | 1990 | 1999 | 2006 | 2017 |
| ---- | ---- | ---- | ---- | ---- | ---- | ---- | ---- |
| 233  | 202  | 201  | 246  | 280  | 278  | 339  | 363  |

## Sehenswürdigkeiten
- Kirche Nativité de la Sainte Vierge aus dem 19. Jahrhundert
- Wassermühle am Authie
- Ruinen des Schlosses Ricquemesnil